# Anna Charlier
Anna Albertina Constantia Charlier, född 25 juli 1871 i Norra Åby i  Gråmanstorps församling, död 1949, var en svensk konsertpianist, känd som Nils Strindbergs fästmö. 
Anna Charlier var näst yngst i en barnaskara av elva. 

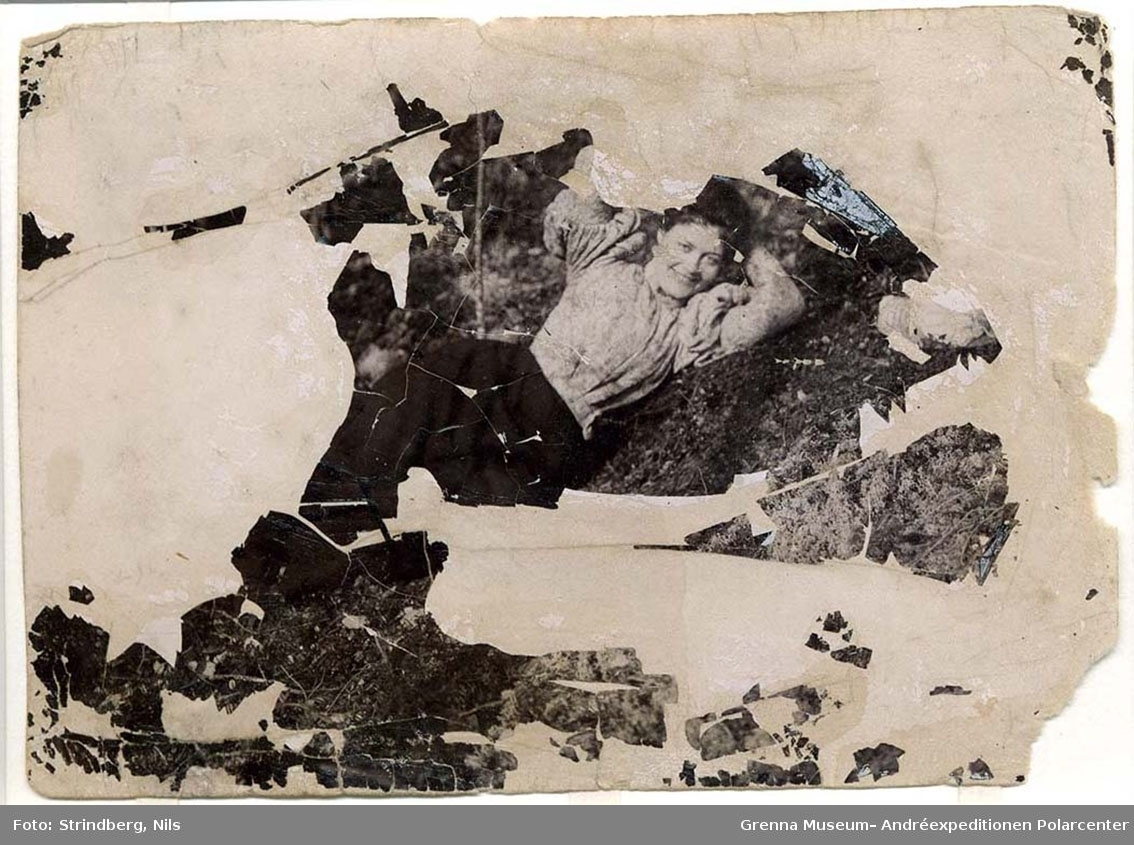
Anna Charlier. Nils Strindbergs fästmö. Återfunnet på Vitön 1930

Hon förlovade sig med Nils Strindberg 1896. Anna Charlier utbildade sig till konsertpianist och studerade bland annat för den kände konsertpianisten Richard Andersson. 1902 fortsatte hon studierna i La Chant de Font i Schweiz.
Strindbergs stenograferade dagbok från Andrées polarexpedition är skriven till Anna Charlier och jämfört med Andrées dagböcker är den präglad av en mer personlig stil.
Anna Charlier gifte sig 1908 med engelsmannen Gilbert Henry Conserray Hawtrey. Han var bosatt i USA, dit även hon flyttade i augusti 1908. 1934 flyttade paret till England. 
1930 kom hon till Sverige på ett kort besök. En av de allra sista dagarna före sin avresa från Sverige kom hon en morgon ut på gatan och läste på tidningarnas löpsedlar: "Andréemännen återfunna, Strindbergs grav hittad". Dagarna därpå måste hon fortsätta resan för att möta sin man i USA. Hon kunde inte stanna för att delta i begravningen i Storkyrkan i Stockholm utan skickade en krans med texten Till Nils – från Anna. En tid därefter fick hon per post Nils Strindbergs brev från dödsmarschen över ishavet. Det var Tore Strindberg, bror till Nils Strindberg, som skickade dem sedan stenogrammen tolkats. 
Anna Charlier led av dålig hälsa och vid 59 års ålder drabbades hon av en Parkinson-liknande sjukdom.
Hennes kropp vilar på en engelsk kyrkogård, där nu även hennes man är begraven. Anna Charliers kremerade hjärta ligger i en silverkista vid sidan av Nils Strindbergs urna i Andréegraven. Därmed är Anna Charliers sista önskan enligt hennes testamente uppfylld.
Anna Charlier var kusin till astronomiprofessorn i Lund Carl Charlier.

## Anna Charlier i fiktion
- I filmen Ingenjör Andrées luftfärd spelades Anna Charlier av Lotta Larsson.
- Anna Charlier är huvudperson i romanen Anna's book av George MacBeth (London 1983).